# Vidensvirksomhed
Vidensvirksomhed betegner en virksomhed, der i et stigende omfang beskæftiger sig med behandling af viden frem for behandling af fysiske produkter.
Da industrialiseringen begyndte i slutningen af 1800-tallet og begyndelsen af 1900-tallet, var virksomhedernes (eller fabrikkernes) profit bundet til forarbejdningen af råmaterialer til omsættelige produkter. I en marxistisk forstand var der tale om, at virksomhederne genererede merværdi ved at købe råmaterialer, maskiner og arbejdskraft til en lavere pris end den, de kunne sælge det endelige produkt for.
I et post-industrielt samfund, som det vi lever i i dag, har genereringen af merværdi ændret sig til at dreje sig fortrinsvis om serviceydelser og viden. Det overskud, som mange virksomheder har i dag, skyldes dermed udviklingen af ny teknologi og salget af serviceydelser i forbindelse med denne teknologi. På denne måde handler virksomheden så at sige med viden – og den kan karakteriseres som en vidensvirksomhed.
De ansatte hos en vidensvirksomhed betegnes vidensarbejdere.